# من، اولگا هپناروا
من، اولگا هپناروا (چکی: Já, Olga Hepnarová) یک فیلم است که در سال ۲۰۱۶ منتشر شد. از بازیگران آن می‌توان به میخالینا اولشانسکا اشاره کرد.

## داستان
این فیلم بر اساس زندگی اولگا هپناروا ساخته شده‌است که در سال ۱۹۷۳ توسط یک کامیون بزرگ گروهی از مردم را در منطقه ای ار پراگ به کشتن می‌دهد…